# 曼維爾 (新澤西州)
曼維爾（英語：Manville）是位於美國新澤西州薩默塞特縣的自治市鎮。

## 人口
根據2020年美國人口普查的數據，曼維爾的面積為6.34平方千米，當中陸地面積為6.11平方千米，而水域面積為0.23平方千米。當地共有人口10953人，而人口密度為每平方千米1,728人。